# 伊藤貞勝
伊藤 貞勝（いとう さだかつ）は明治期の日本の教育者。
東京府立第一高等女学校（現・東京都立白鷗高等学校・附属中学校）の最初の専任校長。初等教育の教科書の監修などもおこなった。

## 経歴
現在の新潟県長岡市に生まれる。長岡洋学校、東京師範学校中等師範科（後の東京高等師範学校）を経て、1898年（明治31年）8月30日に内閣総理大臣の大隈重信より、東京府高等女学校長兼東京府高等女学校教諭に任命される。それ以前は東京府学務課吏員が校長であり、初めての専任校長となった。
伊藤は「東京市、特にその下町は他府県のど の土地よりも不健康な土地柄だという文部省の調査を知って第一高女の教育方針の第一に健康教育をあげた」とされる。
また伊藤は1913年に「生徒の自学を促し、其の活動を奨め、以て勤労創作に従はしめ、社会生活に親み、国民生活に慣れ、以て人類の本分を完了せしむ」として女子の自由教育を推進し、伊藤の元で教頭であった市川源三に引き継がれた。

## 著作（監修）
監修については当時は「閲」という表現も使用された。
- 杉浦忠昌・浜岡善次（編）井筒駒吉ほか（著）『小学幾何新編 巻之1,3 上,下』1884年4月
- 吉田総二郎（編纂）目黒十郎（出版者）『小學作文教課用書』1884年4月
- 伊藤貞勝 等（編）松田周平（著）『小学用算術書 中編』1884年 - 1885年
- 阿部東作（編）『合級教授法一斑 : 簡易小学』金華堂、1888年12月